# Sân bay Moyo
Sân bay Moyo (IATA: OYG) là một sân bay ở Moyo, Uganda.

## Hãng hàng không và điểm đến
| Hãng hàng không  | Các điểm đến |
| ---------------- | ------------ |
| Eagle Air Uganda | Entebbe      |